# Andrey Batt
Andrey Batt (ros. Андрей Батт), właściwie Andriej Sergeevich Batichko (ros. Andriej Siergiejewicz Batyczko; ur. 6 sierpnia 1985 w Tallinn, Estonia) – rosyjski-estoński raper, aktor I producent.

## Biografia
Andriej urodził się w Tallinnie, Estońska SRR. W wieku 3 lat wraz z rodziną przeprowadził się do Moskwy. Uczył się w szkole angielskiej. Z klas młodszych zaczął brać udział w przedstawieniach. Od 11 roku życia zainteresował się koszykówką. W liceum Andrej zaczął słuchać hip-hopu i pisać muzykę. W 2010 roku przeniósł się do Los Angeles, USA. Występował w kilku amerykańskich serialach telewizyjnych. Karierę muzyczną zaczynał w 2013, wydając singiel «Lyubov nad oblakami», który odniósł sukces w Internecie. W tym samym roku założył projekt filantropijny «Paczka charytatywna» (ros. «Благотворительная посылка»). Od 2016 roku jest reżyserem i producentem własnego show dokumentalnego «Przygody artysty» (ros. «Приключения Артиста»).

## Dyskografia

### Single
- 2013 – «Lyubov Nad Oblakami»
- 2014 – «Letniy» (featuring Dasha Melnikova)
- 2015 – «Letniy» (RIA Project Saxophone Dance Remix)
- 2017 – «Moy Gorod»

### Wodeoklipy
- 2013 – «Lyubov Nad Oblakami»
- 2014 – «Letniy» (featuring Dasha Melnikova)